# Mathias Gauer
Mathias Gauer (* 1956 in Wismar) ist ein deutscher Kirchenmusiker.

## Leben
Gauer studierte zunächst Theologie in Friedensau und arbeitete als Jugendpastor je 2 Jahre in Sachsen und Thüringen. Es folgte ein Studium der Kirchenmusik an der Kirchenmusikschule in Görlitz. Nach einer Tätigkeit als Kirchenmusiker an der Heilig-Geist-Kirche in Dresden wurde er 2003 zum Landeskantor im Evangelischen Chorverband Niedersachsen-Bremen berufen, wo er für Weiterbildung von Chorleitern, Ausbildung im liturgischen Singen, Chorfeste und Noteneditionen zuständig war. 2015 wechselte Gauer in die Evangelische Kirche in Mitteldeutschland als Ausbildungsleiter für den Kirchenmusiker-C-Kurs am Zentrum für Kirchenmusik in Erfurt und Landessingwart der EKM.